# Basisbereikbaarheid
Basisbereikbaarheid is het concept rond mobiliteit en openbaar vervoer in Vlaanderen dat het concept basismobiliteit sinds 2019 vervangt: van een aanbodgestuurd naar een vraaggestuurd model met een geïntegreerde en multimodale aanpak en een sterkere samenwerking met gemeenten via vervoerregio's.
Anno 2019-2020 werden de OV-netwerken en regionale mobiliteitsplannen opgemaakt per vervoerregio; de invoering van basisbereikbaarheid startte in 2023 (na enkele keren uitstel), met een grote tweede fase in januari 2024.

## Uitgangspunten
Uitgangspunten van basisbereikbaarheid zijn:
- een meer vraaggestuurd aanbod in tegenstelling tot basismobiliteit dat een aanbodmodel is;
- een geïntegreerde benadering van alle vervoermodi gaande van trein, sterke reguliere bus- en tramlijnen tot collectieve taxi's en buurtbussen;
- een sterke inzet op combimobiliteit met een belangrijke rol in het voor- en natraject voor deelfietsen, autodelen … als onderdeel van combimobiliteit waarbij vlot overstappen tussen verschillende vervoermiddelen mogelijk is op mobipunten;
- de opbouw van een vierlagig netwerk (zie onder: treinnet, kernnet, aanvullend net en vervoer op maat);
- Een sterke samenwerking met de steden en gemeenten via de vervoerregioraden.

## Decreet
Het concept werd opgenomen in het regeerakkoord van de regering-Bourgeois van 2014. Dit werd verder uitgewerkt in een conceptnota van minister Ben Weyts, die op 18 december 2015 goedgekeurd werd door de Vlaamse Regering.
In de loop van 2018 werd het decreet basisbereikbaarheid opgesteld. Het decreet werd aangenomen door het Vlaams Parlement op 3 april 2019. Het werd bekrachtigd op 26 april 2019 en trad in werking op 22 juni 2019. Het vervangt het mobiliteitsdecreet van 20 maart 2009.
Het decreet bestaat naast algemene, wijzigings- en slotbepalingen de volgende hoofdstukken:
- Uitgangspunten
- Mobiliteitsplanning en -projecten
- Openbaar personenvervoer
- Infrastructuurbeleid, flankerende maatregelen en doorstroming

## Vervoersnetwerken

### OV-netwerk
Binnen basisbereikbaarheid worden vier lagen van openbaar vervoer onderscheiden die op elkaar moeten afgestemd worden:
| OV-net                | Wie bepaalt?         | Wie geeft advies?     | Omschrijving |
| --------------------- | -------------------- | --------------------- | --- |
| Treinnet              | Federaal (NMBS)      | Vlaanderen            | de ruggengraat van het openbaar vervoer |
| Kernnet (KN)          | Vlaanderen (De Lijn) | Vervoerregio          | de ruggengraat van het stads- en streekvervoer tussen kernen, centraal gelegen attractiepolen bedienen, voorsteden en steden |
| Aanvullend net (AN)   | Vervoerregio         | Gemeente / Vlaanderen | ondersteunt het kernnet via meer ontsluitende lijnen en functionele lijnen die sterk gericht zijn op het woon-werk- en woon-schoolverkeer |
| Vervoer op maat (VOM) | Vervoerregio         | Gemeente / Vlaanderen | lokale vervoeroplossingen zoals het leerlingenvervoer in het buitengewoon onderwijs, vraagafhankelijk vervoer, aangepast vervoer voor rolstoelgebruikers, buurtbussen, collectieve taxi's, bediening van bedrijvenzones … De bestaande belbussen gaan hierin op. |

#### OV-exploitant: rol van De Lijn
Met de Europese verordening 1370/2007 betreffende het openbaar personenvervoer per spoor en over de weg, viel de OV-monopolie weg en moet de exploitant in principe met gecontractualiseerde rechten aangeduid worden. De verordening trad in werking op 3 december 2009 met een overgangsperiode van tien jaar.
Op basis van artikel 34 van het decreet basisbereikbaarheid, wordt de Vlaamse Vervoermaatschappij De Lijn aangeduid als de interne exploitant/operator van het kernnet en het aanvullend net, indien deze voldoet aan de benchmarks bepaald door de Vlaamse Regering. De benchmark wordt om de tien jaar uitgevoerd met een tussentijdse evaluatie om de vijf jaar.
Op 11 december 2020 duidde de Vlaamse Regering De Lijn aan als interne operator voor het kern- en aanvullend net op basis van de uitgevoerde benchmark waarbij een Nederlands onderzoeksbureau De Lijn vergeleek met tien binnen- en buitenlandse vervoersbedrijven. De beslissing is geldig voor een periode van 10 jaar, te starten op 1 januari 2022.
Het vierde net, vervoer op maat, staat los van deze toewijzing en wordt door de vervoerregio's aanbesteed. Terwijl De Lijn hier initieel ook naar wou meedingen, raakte in januari 2021 bekend dat de vervoermaatschappij hiervan zal afzien. Uiteindelijk kwam deze taak, bij gebrek aan andere aanbieders, alsnog bij De Lijn terecht, die het als "Flexvervoer" uitvoert.

### Fietsnetwerk
| Fietsnet                                        | Wie bepaalt? | Wie geeft advies? |
| ----------------------------------------------- | ------------ | ----------------- |
| Fietssnelwegen                                  | Vlaanderen   | Vervoerregio      |
| Bovenlokaal Functioneel Fietsroutenetwerk (BFF) | Vervoerregio |                   |
| Lokale fietsroutes                              | Gemeenten    |                   |

De provincies speelden een trekkersrol in de uitbouw van bovenlokale fietsroutenetwerken en fietssnelwegen.

## Vervoerregio's

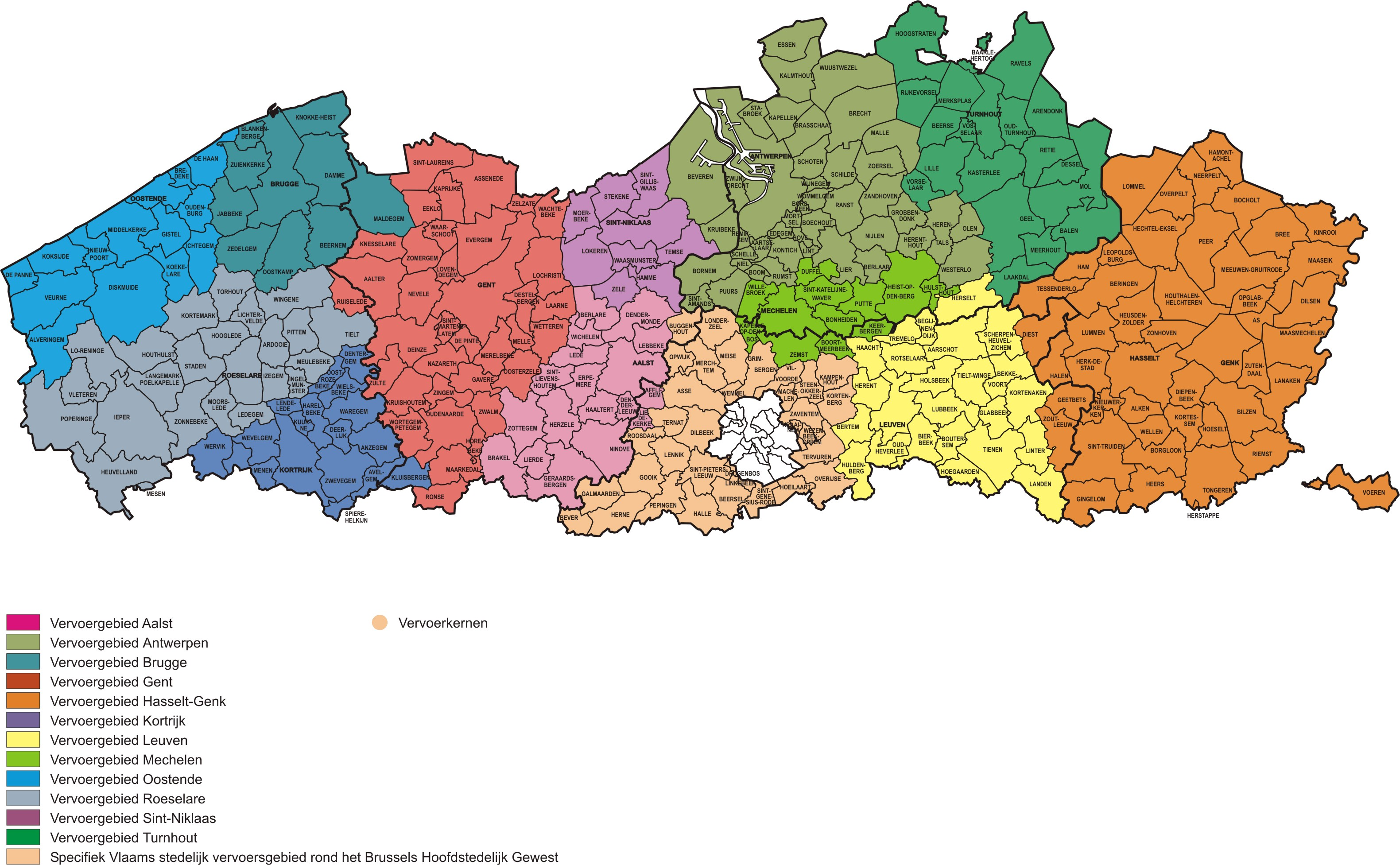
De reeds in 2002 dertien afgebakende vervoergebieden, in 2019 gewijzigd.

Vlaanderen is ingedeeld in vijftien vervoerregio's: Aalst, Antwerpen, Brugge, Gent, Leuven, Kempen, Kortrijk, Limburg, Mechelen, Oostende, Roeselare, Vlaamse Ardennen, Vlaamse Rand, Waasland en Westhoek. Op 20 juli 2018 besliste de Vlaamse Regering over de indeling in 15 vervoerregio's en de toewijzing van de gemeenten aan deze regio's, die grotendeels, maar niet geheel, samenvielen met de in februari 2023 vastgelegde Referentieregio's in Vlaanderen.
Om het concept basisbereikbaarheid uit te testen en verder vorm te geven, werd reeds in 2016 gestart met proefprojecten in de regio's Aalst, Mechelen en de Westhoek. Antwerpen werd hier later aan toegevoegd. Deze proefprojecten waren mogelijk binnen een "regelluw kader" zolang het decreet basisbereikbaarheid nog niet ingevoerd was.
Elke vervoerregio heeft een vervoerregioraad die de invulling van basisbereikbaarheid bewaakt, stuurt en evalueert in die vervoerregio.
In de vervoerregioraad komen de belangrijkste stakeholders uit alle bestuursniveaus samen. Alle gemeenten uit de regio in kwestie zijn rechtstreeks vertegenwoordigd, meestal door de burgemeester of de schepen van Mobiliteit. Het Departement Mobiliteit en Openbare Werken (MOW) heeft de regierol. De andere betrokken Vlaamse mobiliteitsactoren zijn het Agentschap Wegen en Verkeer, De Lijn en De Vlaamse Waterweg. Daarnaast kunnen ook NMBS, Infrabel, het Departement Omgeving, de Mobiliteitscentrale Aangepast Vervoer, de provincie of andere relevante actoren deelnemen in de raad. De vervoerregioraad wordt voorgezeten door een politieke voorzitter van een van de toebehorende gemeenten én een voorzitter van het Departement Mobiliteit en Openbare Werken.
De vervoerregioraad dient een mobiliteitsplan op te stellen voor de hele regio en dat plan ook op te volgen en te evalueren. Dit orgaan zal ook het vervoer op maat organiseren en andere strategische projecten adviseren en opvolgen.
Per vervoerregio heeft het Departement MOW ook een overeenkomst met een studieconsortium, dat als opdracht heeft de ondersteuning van de werking van de vervoerregio's en de opmaak van een regionaal mobiliteitsplan (procesbegeleiding, opmaak mobiliteitsplan en gedetailleerd OV-plan, participatietraject en bijkomende ondersteuning).

### Overzicht
| Vervoerregio     | Gemeenten | Opdrachthouder          |
| ---------------- | --------- | ----------------------- |
| Aalst            | 11        | Atelier demitro 2       |
| Antwerpen        | 32        | Consortium STG          |
| Brugge           | 9         | Atelier demitro 2       |
| Gent             | 23        | Consortium STG          |
| Leuven           | 31        | Consortium TV Regiopact |
| Kempen           | 28        | Vectris                 |
| Kortrijk         | 13        | Consortium STG          |
| Limburg          | 42        | Consortium STG          |
| Mechelen         | 12        | Consortium STG          |
| Oostende         | 6         | Atelier demitro 2       |
| Roeselare        | 18        | Atelier demitro 2       |
| Vlaamse Ardennen | 15        | Atelier demitro 2       |
| Vlaamse Rand     | 33        | Consortium STG          |
| Waasland         | 9         | Atelier demitro 2       |
| Westhoek         | 15        | Atelier demitro 2       |

- Atelier demitro 2 = consortium samengesteld uit Deloitte, MINT, Traject en Buro O2 en in onderaanneming Tractebel
- Consortium STG = consortium samengesteld uit Sweco, The New Drive en Goudappel Coffeng en in onderaanneming APPM, Buur, Levuur, Rebelgroup Advisory en Connect
- Consortium TV Regiopact = consortium samengesteld uit Arcadis, Common Ground en Transport & Mobility Leuven
- Vectris = Vectris en in onderaanneming Dift, Nvdr, Mobiel 21, Stramien, Universiteit Antwerpen en Universiteit Hasselt

## Mobiliteitsplanning
Het decreet basisbereikbaarheid voorziet mobiliteitsplannen op de volgende niveaus:
- het Mobiliteitsplan Vlaanderen voor het gehele Vlaams Gewest;
- een regionaal mobiliteitsplan per vervoerregio;
- een gemeentelijk mobiliteitsplan, wat in tegenstelling tot voorheen facultatief is en intergemeentelijk kan opgesteld worden.

Een mobiliteitsplan bestaat uit een strategische visie op de gewenste mobiliteitsontwikkeling, operationele beleidsdoelstellingen op korte termijn en een actieplan.
Deze plannen zijn niet verordenend van aard maar richtinggevend.

## Flexvervoer
De hiaten worden opgevuld door flexvervoer, dat alleen rijdt als een reiziger een rit heeft gereserveerd bij een Hoppin-centrale. 

### Mobiliteitscentrale
De Vlaamse Regering dient een Mobiliteitscentrale op te richten, dat het vervoer op maat operationaliseert en coördineert. De centrale verzamelt alle informatie van de vervoersexploitanten en verschaft deze vervolgens aan de gebruiker. Dit past in een evolutie naar "Mobility as a Service" (MaaS), waarbij mobiliteit als een dienst wordt beschouwd die de afhankelijkheid van het eigendom van persoonlijke vervoermodi moet verminderen.
Voordien bestonden er al provinciale Mobiliteitscentrales Aangepast Vervoer (MAV) voor mensen met een beperking die minder mobiel zijn.
De Vlaamse Regering lanceerde de overheidsopdracht voor de Mobiliteitscentrale in maart 2020 en nam op 2 april 2021 een gemotiveerde gunningsbeslissing. Een van de kandidaten voor de uitbating stapte naar de Raad van State met een vordering tot schorsing bij uiterste dringende noodzakelijkheid, wat vertraging gaf. In september 2021 gunde de Vlaamse regering ten slotte de opdracht aan het bedrijf ViaVan om de Mobiliteitscentrale uit te baten. De opdracht zou 100 miljoen euro gekost hebben, maar uiteindelijk grotendeels door De Lijn zelf zijn overgenomen.

## Invoering
De Lijn maakte met ingang van 6 januari 2024 “de overstap naar efficiënter, duurzamer en flexibeler openbaar vervoer”. Over heel Vlaanderen, maar vooral in de landelijke gebieden van Limburg en West-Vlaanderen, werden ruim 3.200 haltes geschrapt, en reden bussen meer op de hoofdwegen in plaats van door de wijken, waardoor ze sneller moesten worden.
Nog voor de invoering oogstte het plan veel kritiek.